# Marko Martinovic
Marko Martinovic (* 30. Mai 1996 in Bregenz) ist ein österreichischer Fußballspieler.

## Karriere
Martinovic begann seine Karriere beim SV Lochau. Zur Saison 2010/11 kam er in die AKA Vorarlberg, in der er bis 2014 sämtliche Altersstufen durchlief. Zur Saison 2014/15 wechselte er zu den Amateuren des SCR Altach. Im Oktober 2014 stand er erstmals im Kader der Bundesligaprofis, für die er aber nie zum Einsatz kommen sollte. Für die Amateure absolvierte er in zwei Jahren insgesamt 49 Partien in der Regionalliga.
Zur Saison 2016/17 wechselte Martinovic nach Liechtenstein zum in der vierten Schweizer Liga spielenden USV Eschen-Mauren. Für die Liechtensteiner kam er zu 42 Einsätzen in der 1. Liga, ehe er den Verein nach der Saison 2017/18 wieder verließ. Nach einem halben Jahr ohne Klub kehrte er im Jänner 2019 nach Österreich zurück und wechselte zum viertklassigen Schwarz-Weiß Bregenz. Für Bregenz spielte er bis zum Ende der Saison 2018/19 14 Mal in der Vorarlbergliga und stieg mit Schwarz-Weiß zu Saisonende in die neu geschaffene Eliteliga auf. In den folgenden drei Jahren absolvierte er 70 Spiele in der dritthöchsten Spielklasse, ehe er mit Bregenz 2023 auch in die 2. Liga aufstieg.
Sein Debüt in der 2. Liga gab Martinovic im Juli 2023, als er am ersten Spieltag der Saison 2023/24 gegen den First Vienna FC in der Startelf stand.